# 虞忠
虞忠（3世紀—280年），字世方，会稽余姚（今宁波余姚）人。三国末期吴国政治军事人物，出生江南门阀士族会稽虞氏，是虞翻的第五子，名将虞潭的父亲。

## 生平
官至宜都郡太守。西晋太康元年（280年）二月庚申，王濬攻克吴国的西陵，俘虏了镇南将军留宪，征南将军成据，当时任宜都太守的虞忠也在其中。晋军攻城时，虞忠坚壁不降，“遂死之”。虞忠之死历史上存争议，一说是自杀，另说城破战败被处死。
虞忠亦有伯乐之才，发掘了陆机的文才，称赞他“终皆远致，为着闻之士”。

## 家庭
妻孙氏为孙权的族孙女，生公元240年，公元334年卒，享寿九十五岁。